# Звардонь
Звардонь (пол. Zwardoń) — село в Польщі, у гміні Райча Живецького повіту Сілезького воєводства.
Населення — 906 осіб (2011).
У 1975-1998 роках село належало до Бельського воєводства.

## Демографія
Демографічна структура станом на 31 березня 2011 року:
|          | Загалом | Допрацездатний вік | Працездатний вік | Постпрацездатний вік |
| -------- | ------- | ------------------ | ---------------- | -------------------- |
| Чоловіки | 433     | 77                 | 306              | 50                   |
| Жінки    | 473     | 90                 | 262              | 121                  |
| Разом    | 906     | 167                | 568              | 171                  |